# Хумберт II Савойски
Вижте пояснителната страница за други личности с името Хумберт Савойски.
Хумберт II Савойски, наречен Силният или Дебелият (на италиански: Umberto II di Savoia, detto il Rinforzato; * сл. 1065, † 19 октомври 1103, Мутие, дн. Франция), е 6-и граф на Савоя и граф на Аоста и на Мориен, господар на Бюже и маркграф на Суза.
Хумбертините – в основата на Савойския дом, въпреки че се намират в Савойското графство, не носят титлата „Граф на Савоя“ до 1143 г. при граф Амадей III. Хумберт II е първият граф на Савоя, който също се нарича „Граф на Мориен“ и „Маркграф на Италия“.

## Произход
Според историка Самюел Гишенон той е най-големият син на Амадей II Савойски (* ок. 1050, † 1080), маркграф на Торино, граф на Савоя и граф на Аоста и на Мориен, и на съпругата му Жана Женевска († ок. 1095). Негови дядо и баба по бащина линия са Ото I, граф на Мориен, на Аоста и на Шабле, и Аделхайд, маркграфиня на Торино и на Суза, а по майчина – Херолд II Женевски, граф на Женева, и Гизела. Има един брат и три сестри:
- Констанция, маркграфиня на Монферат като съпруга на Ото II
- Аделхайд (ок. 1068/72, † 1090), господарка на Колини като съпруга на Манас V дьо Колини[29]
- Аксилия († сл. 1094), господарка на Божьо като съпруга на Хумберт II
- Ото

Според историографската традиция той носи прякора Силния и понякога Дебелия най-вероятно поради забележителните за него размери и тегло. Този псевдоним, след Самюел Гишенон, се намира в дарение от Амадей III на Абатството на Ривалта в Пиемонт, както и в Хартата за основаването на манастира на Инимон в Бюже.

## Биография

### Утвърждаване на графската власт
Баща му Амадей II умира през 1080 г., на 26 януари, или около 1097 г., като различни историци са определили смъртта му дори преди 1080 г. Хумберт, все още дете, наследява баща си в неговите титли като Хумберт II под регентството на баба си Аделхайд от Суза, която управлява италианските владения с Фредерик дьо Монбелиар, съпруг на нейната внучка Агнес Савойска (дъщеря на сина ѝ Петър I). Аделхайд успява да разшири италианските владения: през декември 1091 г. – годината на смъртта ѝ град Асти е част от нейното владение.
Като нов граф Хумберт II притежава власт над Териториално абатство „Сен Морис д'Агон“ и е светски абат. След смъртта на баба му у него остават владенията в Савоя, Графство Аоста и в Маркграфство Торино, Вал ди Суза; останалата част от маркграфството отива у наследниците на Фредерик дьо Монбелиар, последният маркграф на Торино, който трябва да понесе германското нашествие на император Хайнрих IV, който през 1092 г. си присвоява маркрафството. По същото време също племенникът на Аделхайд (син на сестра ѝ Берта) Бонифаций дел Васто (съпруг на Алиса, дъщеря на Петър I Савойски) нахлува в савойските земи, претендирайки за господство над Маркграфство Торино. Слизането на германските войски слага край на претенциите на наследниците на Фридрих, но оставя държавата на Хумберт II отслабена. Бонифаций дел Васто е победен по-късно, по време на война срещу Асти.
Хумберт II управлява, решен да си върне земите, загубени по време на нашествията. Въпреки това умира млад, без да може да си върне владенията, които са принадлежали на баба му.
Още в началото на управлението си той трябва да се изправи срещу много врагове в собствените си земи и в съседните владения. При възкачването му на трона земите му се състоят само от по-голямата част от долината Мориен, част от долината Тарантез (в ръцете на архиепископа), Пиемонт, Графство Аоста, Херцогство Торино, Маркграфство Суза, Бюже и управлението на Шабле.
Властта му е застрашена от съседните принцове, срещу които трябва да отстоява властта си:
- двама прелати са по-богати и по-могъщи от него – епископът на Мориен, чието епископство е възстановено през 1061 г., и архиепископът-граф на Тарантез
- малки барони, големи алпийски долини, докладващи директно на императора, начело с виконта на Бриансон
- велики пиемонтски господари, които оспорват и претендират за част от пиемонтското наследство
- велики господари, като Аймон дьо Шамбери и Аймон I Женевски

В Тарентез властта се поделя между господарите на Бриансон, които са направени виконти на Тарентез от Хумбертините или от император Хайнрих IV през X век, и архиепископите-графове на Тарентез, които контролират главно долната и средната долина, с изключение на анклава Па дьо Бриансон и неговия замък, които са в ръцете на виконтите. В края на века местното население възприема зле волята на архиепископ Ираклий да поиска да установи своята светска власт над долината и особено над град Мутие. Виконт Емерих от Бриансон, подкрепен от други господари на долината, се надига срещу архиепископа. Епископът се обръща към император Хайнрих IV за помощ, което включва граф Хумберт. Мъжете на виконта на Бриансон са победени около 1082 г. Хумберт се възползва от тази победа, за да се наложи в Тарентез, като по този начин прави възможно свързването на различните свои територии на Вале д'Аоста, Савоя и Мориен, установявайки се по-специално в Шато дьо Салан. Според някои историци, без обаче да разполагат с доказателства за това, в същия този период граф Хумберт е станал имперски викарий и е взел надмощие над архиепископа на Тарентез. Това завладяване на Тарентез обаче трябва да се квалифицира. Палеографът архивист Жаклин Рубер посочва през 1961 г., че „не можем да вярваме на Савойските хроники, които приписват завладяването на долината на Графа на Савоя, който през 1082 г. е бил призован от архиепископ Ираклий да накаже господарите на Бриансон за техните злоупотреби“. Обсадата на замъка Бриансон (и контролът над долината) е осъществен век по-късно.
Според традицията Хумберт пренася, чрез право на завладяване, град Салан и неговия замък в обхвата на графството, което го прави пряк съперник на град Мутие. Тук Жаклин Рубер отново се пита: „Притежавал ли е вече замъка Мелф над Салан и град Салан, където по-късно ще се установят дворовете на графовете на Савоя? Това са все въпроси, на които липсата на документи не позволява да отговорим.“
Сега граф Хумберт държи като васали виконтите на Мориен, Ла Шамбър, както и много господари, включително епископите на Аоста и на Мориен. Той поставя начело на Сен Морис ректора Аймон III дьо Бриансон, виконт на Тарантез.
Около 1090 г. се жени за Гизела Бургундска, дъщеря на графа на Бургундия и Макон Вилхелм I Бургундски. Негов девер е бъдещият папа Каликст II, избран през 1119 г.

### Управление на територията
За да управлява сегашното си наследство от Бюже до Пиемонт, Хумберт II създава системата на местрал-а – служител, отговорен за управлението на неговите земи в Тарантез, Во, От Шабле и Суза, и също разчита на виконтите в различните графства (Вале д'Аоста, Мориен, Тарантез). Така намираме Дом Ла Шамбър в Мориен, Дом Бриансон в Тарантез, Дом Шамбери в Савоя, Дом Бочозел в Серморан и Грамон в Бюже. Членовете на тези семейства понякога формират графския съвет.
Той също така насочва действията си към приоратите, на които прави дарения, или като практикува адвокатура. В замяна на защитата на манастирите графът също увеличава правата си и следователно властта си над различните територии. Той прави дарение на манастира „Йен“ в Бюже и на манастира „Сен Виктор дьо Женев“ в Графство Женева. Той разрешава дарението за основаването на манастира Белво в Боже (1091). Той е в основата на основаването, около 1094 г., на Абатство „Олп“ в Шабле и също така основава манастира на Инимон в Бюже. Когато епископът на Аоста Бозон прави дарения на Клюни и на „Сен Виктор“ в Женева, около 1082/1102 г., актът е одобрен от адвокатите, включително граф Хумберт II.
В Mémoires pour l'histoire ecclésiastiques des diocèses de Genève на историка Жозеф-Антоан Бесон има три документа, в които е споменат Хумберт:
- n° 9, без дата, но след 1091 г., относно основаването на манастира Белво в Божè по желание на самия Хумберт[37]
- № 10, датиран около 1094 г., в който Хумберт прави дарение на абатство в района на Женева[37]
- номер 12 от 1097 г., който също е приподписан от Хумберт.[37]

Той прави дарение на църквата „Санта Мария“ в Ивреа през 1094 г., както и на манастир в Пинероло.
Документи от Regesta comitum Sabaudiae свидетелстват за присъствието и дейността му между 1098 и 1103 г.
През 1101 г. Хумберт II прави поклонение в Рим при папата. Благосклонен към Първия кръстоносен поход, някои историци смятат това пътуване до Рим като ангажимент на графа да отиде в Светите земи.
От страната на Пиемонт и Вал ди Суза той утвърждава властта си над градовете и също така сключва споразумения с манастирите, по-специално с могъщото абатство „Сан Микеле дела Киуза“. Хумберт създава монетен двор в Суза. Въпреки това, той изглежда има проблеми да запази властта си в похода на Торино. След смъртта на баба си, графиня Аделхайд от Суза, през 1091 г., император Хайнрих IV претендира за наследството на съпругата си Берта, дъщеря на Аделхаид, и окупира. Граф Хумберт, завърнал се от Рим, успява да запази контрола над Вал ди Суза, като набира свои войски. Освен това правата му от италианска страна се оспорват от маркграфовете на Салуцо, Бонифаций, маркграф на Савона, Бонифаций Монфератски, маркграф на Монферат, и някои други велики господари. След кървави битки той трябва да се отърве от част от пиемонтското си наследство, за да запази по-голямата част от наследството на неговата баба.
Въпреки многобройните загубени територии Хумберт II успява да постави Вал ди Суза под своя власт, което е много важно за контрола на трафика на поклонническия път Виа Франчиджена през прохода Мон Сени. Това му позволява да създаде първия савойски монетен двор в Суза и да сече сегузински денарии.

### Смърт
Хумберт II умира на 19 октомври 1103 г. и е погребан в Катедралата „Св. Петър“ на Мутие в Савоя, на входа на Тарантез. Наследен е от най-големия си син Амадей III. Създава се графски съвет с графинята, епископа на Мориен Конон I, граф Аймон I Женевски и великият господар Ги дьо Мирибел. Гузелда Бургундска обаче става новата де факто регентка на графството. Амадей III е поставен под опеката на граф Аймон I Женевски, назначен за негов настойник.

## Брак и потомство
∞ ок. 1090 за Гизела или Гизелда (* 1075, † сл. 1133), дъщеря на граф Гийом I Бургундски и Стефания де Лонгви, от която има пет сина и две дъщери:
1. Амадей Савойски (* ок. 1095, Кариняно; † 30 март 1148, Никозия, Кипър), граф на Савоя и граф на Аоста и на Мориен като Амадей III;[55] ∞ 1. за Аделхайд († сл. юли 1134), с неизвестни родители, от която има две дъщери 2. ок. юли 1134/1135 за Матилда Албонска (* 1112/116, † сл. 30 март 1148), от която има четири сина и три или четири дъщери.
2. Вилхелм Савойски[55] († 1130), епископ на Лиеж[56]
3. Рейналд Савойски († сл. 1150), църковно лице[56], ректор на Териториално абатство „Сен Морис д'Агон“, споменат заедно с брат си Амадей[57]
4. Хумберт Савойски[55] († 1131), бездетен[56]
5. Аделхайд Савойска (* ок. 1092; † 18 ноември 1154, Монмартър), чрез брак кралица на Франция; ∞ 1. за Луи VI, крал на Франция, от когото има седем сина (вкл. кралете на Франция Филип и Луи VII) и една дъщеря 2. за Матийо дьо Монморанси, конетабъл на Франция[56], от когото има една вероятна дъщеря
6. Гиг Савойски (неизв.), абат на Намюр и каноник на Лиеж[56]
7. Агнес Савойска (* ок. 1103, † сл. 1180), чрез брак господарка на Бурбон; ∞ за Аршамбо VII дьо Бурбон[58], от когото има син и дъщеря.

След като овдовява, през 1105 г. съпругата му се омъжва за маркграфа на Монферат Райнер I, на когото ражда пет деца.
- Гизела Бургундска, 
съпруга
- Амадей III,
 син
- Аделхайд, 
дъщеря

## Титли и притежания
Хумберт II наследява различните титли от баща си над териториите на Мориен, Савоя, Шабле, Вал д'Аосте и Бюже. Той все още изглежда има права „отвъд Алпите“ (Вал ди Суза), като се има предвид, че все още прави дарения та, и теоретично би трябвало да носи титлата „граф на Торино“. Няма обаче оригинални документи, в които той да носи титлата „маркграф в Италия“.
Историкът на Савоя Леон Менабреа отбелязва в различните документи следните употреби на подписи: Ego Umbertus, Maurianensis comes (1092), Ego Umbertus Maurianensis comes et Italiæ marchio (1093), Ego Umbertus comes (1098) или Ego Umbertus, gratia Dei, comes (1100).